# Rio Ipiranga (Paraná)
O rio Ipiranga é um rio que banha o estado do Paraná, no Brasil. 

## Etimologia
"Ipiranga" é uma palavra de origem tupi que significa "rio vermelho", através da junção dos termos  'y  (rio) e pyrang (vermelho).